# Reinout Vreijling
Reinout Vreijling, pseudoniem van Jacob Gerhard (Jaap) van Rossum du Chattel (Schiedam, 7 januari 1926 - Bergen, 25 mei 2007) was een Nederlands dichter.
Vreijling doorliep het Murmellius Gymnasium in Alkmaar en studeerde Nederlands Recht in Leiden. Na afloop van zijn studie vervulde hij zijn militaire dienstplicht en werd hij reserveofficier van het Nederlandse leger. Daarna trad hij voor enig jaren in dienst van handelsondernemingen. De langste tijd van zijn leven bracht hij door als ambtenaar, respectievelijk bij het Grondbedrijf van de gemeente Arnhem en bij de gemeente Utrecht, eerst bij Culturele Zaken, later bij Stadsontwikkeling en Milieu. Daar inspireerden lijvige beleidsnota’s hem tot het schrijven van verhalen, schetsen en vertalingen van proza en poëzie.
Vreijling bezat een diepgaande kennis van de Nederlandse en Europese geschiedenis en literatuur. Die kennis is terug te vinden in zijn gedichten, die vaak een historisch of literair thema hebben. 
Hij behoorde tot de vriendenkring rond de in 1939 naar Nederland uitgeweken Duitse humanist en dichter Wolfgang Frommel.
Vreijling was gehuwd met aquarelliste Keeske Bendien (Naarden 30 mei 1929 - Bergen (NH) 3 januari 2014), en vader van schrijver, journalist en radiopresentator Marc van Rossum du Chattel en Eveline Haisma-van Rossum du Chattel.